# Rheinfeld (Wüstung)
Rheinfeld war der Name einer einstigen Siedlungs- und Gemarkungseinheit, bzw. Name der einstigen Pfarrei und Mutterkirche, der heutigen Orte Bergrheinfeld (ehem. Niedernrheinfeld), Grafenrheinfeld und Röthlein (ehemals Rothrheinfeld) im Landkreis Schweinfurt sowie Oberndorf (ehemals Obernrheinfeld), das heute zur kreisfreien Stadt Schweinfurt gehört. Rheinfeld ist auch der Name der Wüstung an der Stelle der nicht mehr erhaltenen Mutterkirche St. Stephan, der späteren Bartholomäuskirche.
Der Name wandelte sich über die Jahrhunderte, u. a. über Roumfeld, Raunvelt, Rainfelt und Ranvelt, schließlich zu Rheinfeld. Die jeweiligen Namen waren gemeinsame Bezeichnungen für die drei Orte Bergrheinfeld, Grafenrheinfeld und Obernrheinfeld (Oberndorf). Das heutige Röthlein wurde „Rothrheinfeld“ genannt.

## Etymologie
Im Laufe der Zeit veränderte sich der Name Raumfeld zu Reinfelt und schließlich zu Rheinfeld.
| - 741 Raumfeld 1 - 780 Ronefeld - 889 Roumfeld 2 - ??? Rounvelt - ??? Ronfeld - ??? Ronefelt | - ???? Ranvfelt - 1294 Ranvelt in monte 3 / 1295 Ruinevelt uffen Berge 3 - 1304 Raunvelt - 1327 Rainfelt - 1387 Ranvelt 4 - 1419 Reinfelt |

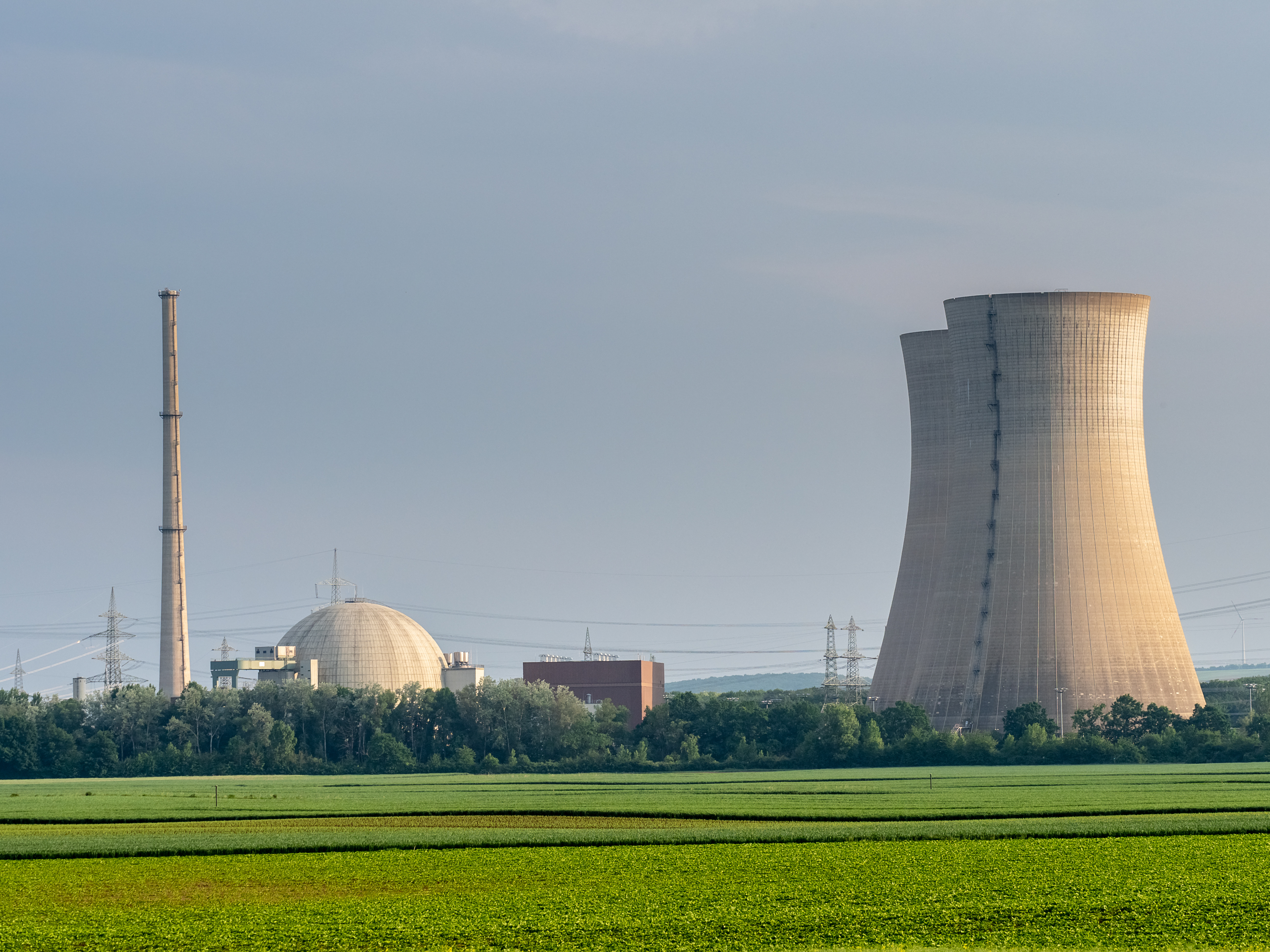
Brettflache, weiträumige Fluren im durch Deiche geschützten Überschwemmungsgebiet des Mains, hier mit Blick auf das Kernkraftwerk Grafenrheinfeld

1 Erste urkundliche Erwähnung von Rheinfeld? (siehe: Geschichte)

2 Erste urkundliche Erwähnung von St. Stephan. Gleichzeitig erste urkundliche Erwähnung von Rheinfeld? (siehe: Geschichte)

3 Erste namentliche Unterscheidung der Orte Berg- und Grafenrheinfeld, mit Ranvelt in monte (Grafenrheinfeld) und Ruinevelt uffen Berge (Bergrheinfeld)

4 Erste urkundliche Erwähnung der Bartholomäuskirche (vormals St. Stephan)

Der Name Ranvelt könnte vom althochdeutschen Wort rinnan (rinnen, abfließen) abgeleitet sein, für ein abrinnendes, durch häufige Überschwemmung abfließendes Feld.
„Eine weitere Erklärung des Ortsnamens ermöglicht die alte Schreibweise „Roum felt“, die auf ein geräumiges, ausgedehntes Feld hinweist. Am naheliegendsten dürfte die Ableitung des Ortsnamens von „Rain“ als Acker- oder Markungsgrenze sein, wonach Oberrheinfeld das Feld am „oberen Rain“, Bergrheinfeld das Feld am „Bergerain“, Röthlein das Feld am „Rod Rain“ und Grafenrheinfeld das Feld „am Grabenrain“ wäre.“

## Geographie

### Lage

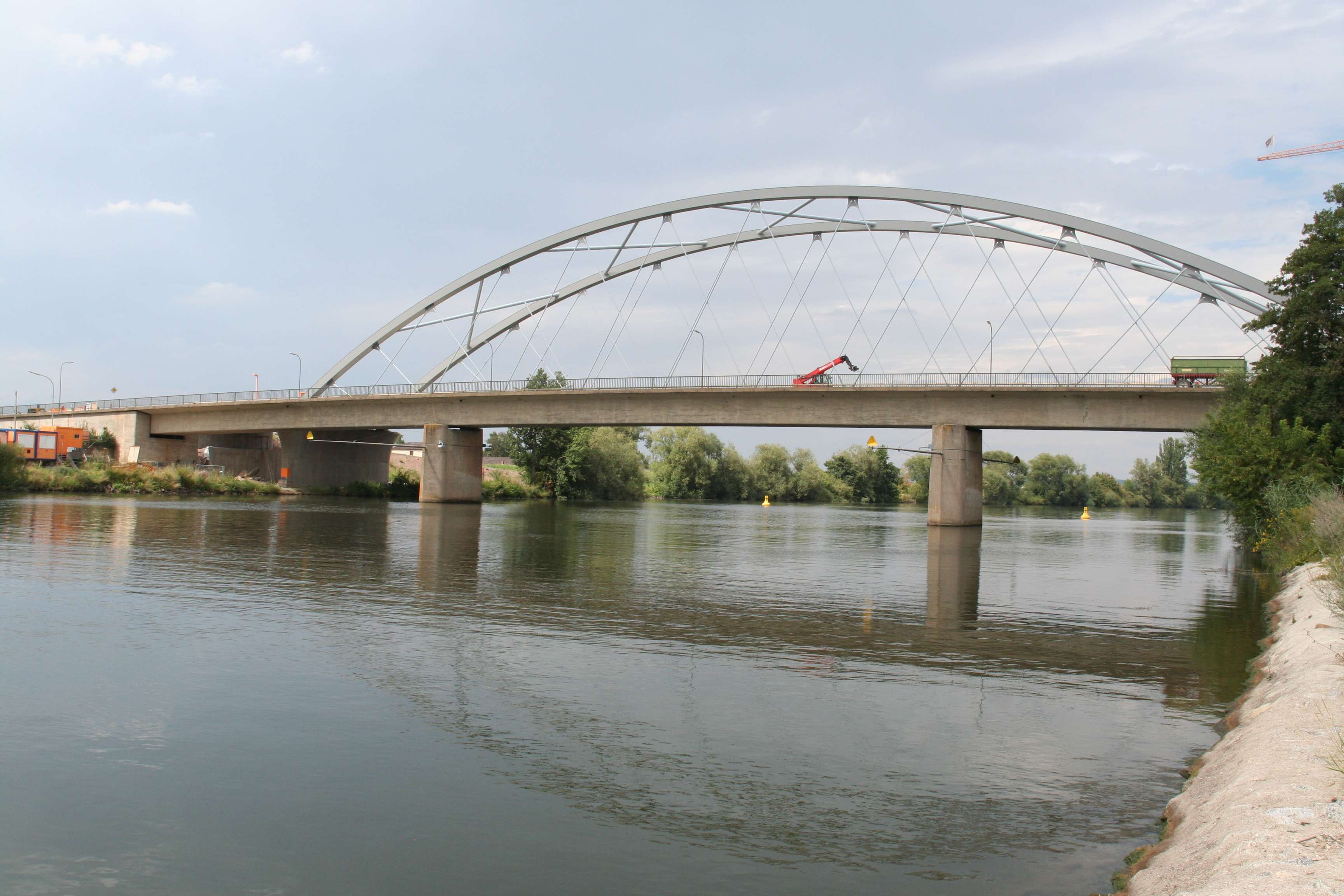
Mainbrücke Bergrheinfeld. Am rechten Ufer liegt 800 Meter hinter der Brücke die Wüstung Rheinfeld

Die Wüstung Rheinfeld liegt in einem linksmainischen Bereich des rechtsmainischen Bergrheinfelds, 800 Meter mainaufwärts (nordöstlich) der Mainbrücke Bergrheinfeld. Sie liegt im westlichen Teil der Altmainschleife Nord, zwischen Glöcklesee und Main, nördlich des alten Fährhauses, an dem sich heute eine Einöde namens Fährhaus befindet. Die Pfarrkirche St. Stephan, die spätere Bartholomäuskirche, befand sich nördlich des Fährhauses, in Nähe eines 1959 erneuerten Flurkreuzes von 1889.
Lage der Wüstung Rheinfeld:
|               | Oberndorf                                   |                 |
| Bergrheinfeld | Kompassrose, die auf Nachbargemeinden zeigt | Grafenrheinfeld |
|               |                                             | Röthlein        |

Inschrift am Flurkreuz: Hier befand sich einst Mutterkirche und Gottesacker der Pfarrei Rheinfeld: Grafenrheinfeld Bergrheinfeld Oberndorf Röthlein

### Mainkorrektion von 1823
1823 wurde der Main im Raum Grafenrheinfeld durch die Mainkorrektion der Bayerischen Staatsregierung durch insgesamt vier aufeinander folgende Durchstiche begradigt, wodurch die Mainschleifen zu Altwassern wurden (Altmain) und teilweise verlandeten. Dadurch wurde das bis dahin rechtsmainische Gebiet der Wüstung linksmainisch und liegt seitdem auf derselben Mainseite wie Grafenrheinfeld.

## Geschichte

### Unterschiedliche Angaben zur ersten urkundlichen Erwähnung
Sowohl 741 als auch 889 wird in unterschiedlichen Quellen als Jahr der ersten urkundlichen Erwähnung Rheinfelds genannt.
„741: Königsgut "Raumfeld" erstmals erwähnt in einer Schenkungsurkunde Königs Karlmann an das Bistum Würzburg“.
Durch umfangreiche geschichtliche Nachforschungen wurde jedoch festgestellt, dass die Ursprungsgemeinde Rheinfeld erstmals am 21. November 889 urkundlich erwähnt wurde. Aus diesem Grund feierten die der Ursprungsgemeinde angehörenden heutigen Gemeinden Bergrheinfeld, Grafenrheinfeld, Oberndorf und Röthlein im Jahre 1989/90 das 1100-jährige Bestehen.
„Die Gründung des alten Rheinfeld wird vor 889 angenommen. Der ostfränkische König Arnulf von Kärnten ließ am 21. November des Jahres 889 in Frankfurt eine Urkunde erstellen, mit der er der bischöflichen Kirche zu Würzburg nach den von Karl dem Großen, Ludwig dem Frommen und Ludwig dem Deutschen verliehenen Urkunden den Besitzstand bestätigt. In dieser Urkunde erscheint die erste originale Überlieferung des Namens „Roumfeld“– Rheinfeld.“

### Urkundliche Ersterwähnungen im Vergleich
- 704  Würzburg (älteste Stadt Frankens)
- 716  Hammelburg (gehört zu den 30 ältesten Städten Deutschlands)
- 741  Raumfeld (?)[2][1]
- 763  Geldersheim (karolingisch-ottonische Kaiserpfalz)
- 772  Schwanfeld (auf Grund prähistorischer Funde selbsternanntes „ältestes Dorf Deutschlands“)
- 791  Schweinfurt
- 794  Frankfurt am Main
- 805  Forchheim (dort begann 911 die eigenständige deutsche Geschichte durch die Wahl des ersten ostfränkischen Königs)
- 889  Roumfeld (?)[6]
- 902  Bamberg (selbsternanntes „tausendjähriges Bamberg“)

### Frühmittelalter
In der ersten Hälfte des 8. Jahrhunderts entstand an einer verkehrs- und klimabegünstigten Stelle am Main der Königshof Rheinfeld als ständige Siedlung.
Nach einer gründlichen Untersuchung aller Urkunden über Rheinfeld von Werner Trost gab es zunächst eine Rheinfelder Siedlungs- und Gemarkungseinheit mit dem Schwerpunkt rechts des (ursprünglichen) Mains (vor der Mainkorrektion von 1823), also auf Bergrheinfelder und Oberrheinfelder (Oberndorfer) Seite. Von hier aus seien Höfe und Hofgruppen auf beiden Mainufern entstanden, die sich zu kleinen Zentren entwickelten. Diese bildeten im Laufe der Zeit eigene, vom Main begrenzte Gemarkungen aus.
Am 21. April 741 wurde das Königsgut „Roumfeld“ erstmals auf der ersten deutschen Synode im Mainz in der Urkunde einer Schenkung König Karlmanns an das Bistum Würzburg erwähnt. Karlmann schenkte die als Fiskalzehnten von den beiden Rheinfeld (Berg- und Grafenrheinfeld) zu leistenden Steuern an das Bistum Würzburg.
780 wurde „Ronefeld“ unter den Ortschaften des Gozfeldes genannt.
Der ostfränkische König Arnulf von Kärnten ließ am 21. November 889 in Frankfurt a. M. eine Urkunde erstellen, mit der er dem Bistum Würzburg seinen Besitzstand durch die von Karl dem Großen, Ludwig dem Frommen und Ludwig dem Deutschen verliehenen Urkunden bestätigt. In dieser Urkunde übertrug König Arnulf die „Basilika St. Stephan in Roumfeld“, die erstmals urkundlich genannt wurde, an das Bistum.
Zu einem unbekannten Zeitpunkt gingen die Besitztümer an die Markgrafen von Schweinfurt über, was Urkunden
im 10. und 11. Jahrhundert bezeugen.

### Hoch- und Spätmittelalter
Den Markgrafen folgten als Eigentümer die Grafen von Henneberg, von Castell und die Grafen von Rieneck. 1179 verkaufte Gerhard von Rieneck „Raunfeld“ an das Domkapitel Würzburg.
1350 erkannte das Bistum Würzburg das Domkapitel als alleinigen Eigen- und Erbherrn an. 1387 wurde die Bartholomäuskirche (vormals St. Stephan) am rechten Mainufer als Mutterkirche zu „Ranvelt“ erwähnt, bestehend aus den Orten „Bergranvelt“ (Bergrheinfeld), „Grevenranfelt“ (Grafenrheinfeld), „Oberranveld“ (Oberndorf) und „Rodranvelt“ (Röthlein). Die Pfarrkirche lag damals (vor der Mainkorrektion von 1823) auf Bergrheinfelder Seite. Weshalb die Gläubigen Grafenrheinfelds für Gottesdienst- und Friedhofsbesuche den Main überqueren mussten, weshalb eine Fähre mit Fährhaus erforderlich wurde. Wegen der Gefahren der Überfahrt genehmigte das Domkapitel Würzburg im 14. Jahrhundert den Bau einer Pfarrkirche in Grafenrheinfeld.
Die  Bartholomäuskirche wurde schließlich durch Kriege zweimal zerstört, zuletzt im Dreißigjährigen Krieg, und dann nicht mehr aufgebaut.

## Angaben vom Landesamt für Denkmalpflege
Das Bayerische Landesamt für Denkmalpflege führt die Wüstung Rheinfeld wie folgt auf.
| Aktennummer     | D-6-5927-0037                                         |
| Beschreibung    | Wüstung „Rheinfeld“ des frühen und hohen Mittelalters |
| Verfahrensstand | Benehmen nicht hergestellt                            |
| Denkmalart      | Bodendenkmal                                          |
| Lage            | Siehe Webseite:                                       |

## Angaben im Urkataster
Im Bayerischen Urkataster, das in diesem Bereich nach der Mainkorrektion von 1823 und vor 1854 (Bau der Ludwigs-Westbahn, Abschnitt Schweinfurt – Würzburg) erstellt wurde, wurde eine 15 Hektar große Flur „In der Pfarre“ eingezeichnet, im Areal der im Bayerischen Denkmalatlas angegebenen  Wüstung „Rheinfeld“. Die Strukturen bzw. Zuschnitte der Flurstücke dieser Flur im Urkataster unterscheiden sich deutlich von denen in der Flur des Umfeldes, die mit „Gemeinde“ bezeichnet wurde. Im weniger maßstabsgetreuen Urpositionsblatt von 1836 läuft um das Areal der Flur „In der Pfarre“ ein Ringweg. Im Urkataster ist zudem auf der gegenüberliegenden Mainseite der Wüstung die Flur „Am Unteren Pfarrweg“ eingezeichnet.

## Heutige Situation
Durch den nordwestlichen Bereich der einstigen Flur „In der Pfarre“ läuft ein Deich zum Schutz vor Mainhochwasser. Der mittlere Bereich wird landwirtschaftlich genutzt. Der südöstliche Teil der einstigen Flur liegt heute im Glöcklesee. Die Schweinfurter Baufirma  Glöckle betrieb hier in der Nachkriegszeit Kiesabbau. Der entstandene Baggersee wurde danach als privater Badesee und Erholungsanlage für die Firmen-Mitarbeiter umgestaltet.
Die evangelische Kirche (ELKB) nutzt heute den Namen Rheinfeld wieder als Namensbestandteil der Pfarrei Rheinfeld-Werneck, die aus den Gemeinden Bergrheinfeld (mit Grafenrheinfeld), Oberndorf und Werneck besteht.